# La Guàrdia de Ripoll
La Guàrdia de Ripoll (també anomenat castell de la Guàrdia o la Guàrdia de les Llosses) és un castell situat al municipi de les Llosses (Ripollès), sota l'ermita de Santa Margarida de Vinyoles.

## Història
Era un antic castell termenat que comprenia els actuals termes d'Alpens (Lluçanès) i de les Llosses (Ripollès). Està documentat des de l'any 1017. Formava part del comtat de Besalú i pertanyia a la família Guàrdia o Saguàrdia, coneguda des del 1061. El 1270 n'era senyor Galceran de Pinós. Els seus descendents prengueren el cognom Guàrdia i obtingueren el vescomtat de Canet i la baronia de la Guàrdia.